# 克罗伊曹
克罗伊曹是德国北莱茵-威斯特法伦州的一个市镇。总面积41.73平方公里，总人口17731人，其中男性8608人，女性9123人（2011年12月31日），人口密度425人/平方公里。

## 友好城市
- 法國 普朗科埃特